# Флаг Алушты

## Описание
Флаг представляет собой прямоугольное полотнище, сшитое из трёх частей. Верхняя левая часть синего цвета, нижняя правая часть жёлтого цвета. Между ними расположена красная полоса, ширина которой составляет 1/4 длины, проходящая по диагонали из верхнего правого угла в нижний левый угол. У древка на расстоянии 1/10 высоты флага и 1/10 длины флага помещено стилизованное изображение башни белого цвета над тремя рядами золотых волн.
Высота всей фигуры составляет 1/3 высоты флага, а ширина 2/10 длины с соблюдением эталонного изображения герба города. Соотношение высоты к его длине как 2:3.

## История
Флаг Алу́шты утверждён решением Алуштинского городского совета от 19 марта 2002 года № 25/13.

### Изменение флага
Алуштинский городской совет при поддержке Совета Министров Республики Крым совместно с новостным порталом «Новая Алушта» провели конкурс на лучший эскиз Флага Алушты. Эскиз, признанный лучшим, предложен для утверждения на сессии Алуштинского городского совета как новый официальный Флаг российской Алушты. 31 мая 2015 года на главной сцене празднования Дня города Алушты были объявлены результаты конкурса «НОВЫЙ ФЛАГ НОВОЙ АЛУШТЫ». Автором лучшего эскиза стала Марина Федорова. В новом флаге полоса, проходящая по диагонали, сменила цвет с красного на белый, а нижняя правая часть флага сменила цвет с желтого на красный.

## Обоснование символики
В качестве цветов флага приняты цвета герба города Алушты.
Башня со стенами символизирует город.
Синий цвет указывает на красоту, величие, верность, единство и море.
Красный цвет является символом мужества, доблести и неустрашимости. Он также является одним их гербовых цветов Византии, основавшей город.
Жёлтый цвет (золото) означает богатство, справедливость, великодушие и солнце.
Белый цвет (серебро) является знаком чистоты и благородства.